# Clairvaux-d'Aveyron
Clairvaux-d'Aveyron is een gemeente in het Franse departement Aveyron (regio Occitanie). De plaats maakt deel uit van het arrondissement Rodez. Clairvaux-d'Aveyron telde op 1 januari 2022 1.154 inwoners.

## Geografie
De oppervlakte van Clairvaux-d'Aveyron bedroeg op 1 januari 2022 25,14 vierkante kilometer; de bevolkingsdichtheid was toen 45,9 inwoners per km².
De onderstaande kaart toont de ligging van Clairvaux-d'Aveyron met de belangrijkste infrastructuur en aangrenzende gemeenten.

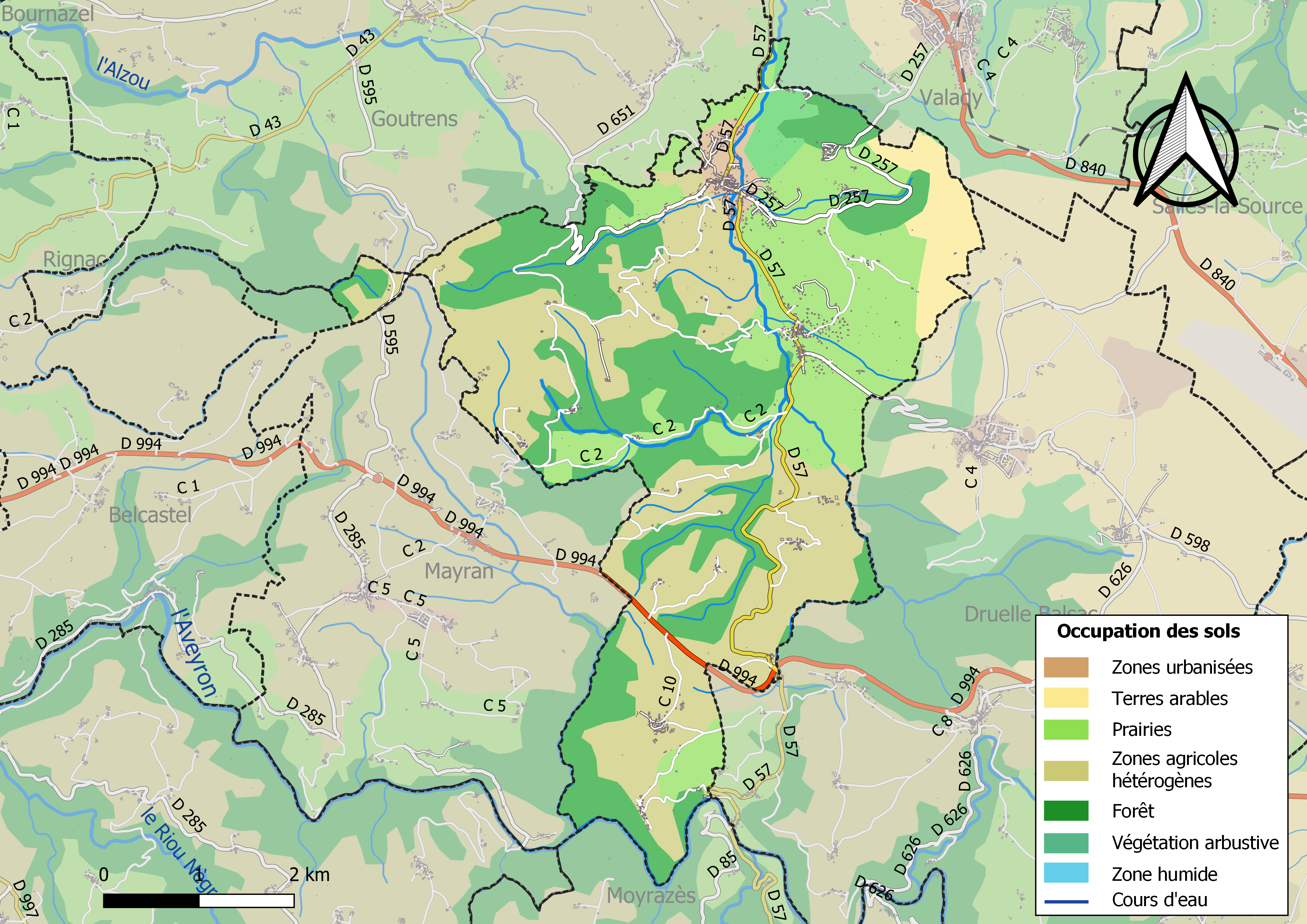

## Demografie
Onderstaande figuur toont het verloop van het inwonertal (bron: INSEE-tellingen).
Vanwege een beveiligingsprobleem met de MediaWiki Graph-software is het momenteel niet mogelijk deze grafiek weer te geven. Zodra de software is bijgewerkt zal de grafiek vanzelf weer zichtbaar worden.